# تايتوس برامبل
تايتوس برامبل (بالإنجليزية: Titus Bramble)‏ (مواليد 31 يوليو 1981 في إبسويتش - إنجلترا) لاعب كرة قدم إنجليزي يلعب حاليا لصالح نادي الدرجة الممتازة ويجان أتلتيك الإنجليزي منذ 2007 في مركز قلب الدفاع .

## روابط خارجية
- تايتوس برامبل على موقع قاعدة بيانات كرة القدم.إي يو (الإنجليزية)
- تايتوس برامبل على موقع ليكيب (الفرنسية)
- تايتوس برامبل على موقع Soccerbase.com (لاعب) (الإنجليزية)
- تايتوس برامبل على موقع Soccerway.com (الإنجليزية)
- تايتوس برامبل على موقع عالم كرة القدم.نت (الإنجليزية)
- تايتوس برامبل على موقع كووورة
- تايتوس برامبل على موقع AS.com (الإسبانية)